# Deinbollia insignis
Deinbollia insignis är en kinesträdsväxtart som beskrevs av Joseph Dalton Hooker. Deinbollia insignis ingår i släktet Deinbollia och familjen kinesträdsväxter. Inga underarter finns listade i Catalogue of Life.